# Lac Ootsa
Le lac Ootsa (en anglais Ootsa Lake) est situé dans la province de Colombie-Britannique au Canada.

## Description
Il a une forme allongée selon un axe est-ouest, sa superficie totale est de 404 km2 (îles incluses) et sa superficie nette de 386 km2 (îles non incluses). Il est situé à une altitude de 853 mètres.

## Toponyme
Le toponyme « Ootsa » provient d'un mot de la langue des indiens Dakelh, se prononçant « yoot-soo » et signifiant « très bas » ou « descendant vers l'eau ».

## Histoire
Les premiers Européens arrivèrent au lac Ootsa en 1904, en provenance de Bella Coola sur la côte Pacifique, en utilisant un sentier de troc, la « piste de la graisse » (grease trail) Nuxalk-Carrier. Il s'agit de Harry Morgan accompagné de deux autres personnes. Morgan y résidera jusqu'en 1936. Sa cabane et son terrain sont désormais engloutis sous le réservoir Nechako.
En 1952, débute la construction du barrage Kenney Dam sur la rivière Nechako, pour alimenter en électricité l'usine Alcan de fusion d'aluminium de Kitimat. Ce barrage provoque en 1954 l'union du lac Ootsa avec les lacs voisins Intata, Whitesail, Chelaslie, Tetachuck, Tahtsa et Natalkuz entraînant la formation du réservoir Nechako (Nechako Reservoir), un vaste lac de barrage dont le lac Ootsa constitue la branche nord-ouest.